# دوالا
دوالا بزرگترین شهر و پایتخت اقتصادی کامرون است. بزرگترین بندر آفریقا و فرودگاه بزرگ دوالا در این شهر مستقر است. در حال حاضر عمدهٔ صادرات کامرون از جمله نفت، کاکائو، قهوه، فلزات و میوه از این بندر صادر می‌شوند. در سال ۲۰۱۸، شهر و مناطق اطراف آن حدود ۲٬۷۶۸٬۴۰۰ نفر جمعیت داشتند. دوالا در کرانه رود ووری قرار گرفته و دارای آب و هوای استوایی می‌باشد.

## تاریخچه
نخستین ساکنان کامرون، از اهالی قبیلهٔ بانتو (Bantu) بوده‌اند، پس از آن در سدهٔ ۱۸ و ۱۹ میلادی قبایل عمدتاً مسلمان فولانی (Fulani) در کامرون ساکن شدند. در سال ۱۸۸۴ کامرون توانست از چنگال استعمار آلمان رها شود؛ ولی پس از جنگ جهانی اول، اتحادیهٔ ملل سرپرستی ۸۰٪ از خاک کامرون را به فرانسه و ۲۰٪ همسایه با مرز نیجریه را به بریتانیا واگذار کرد.

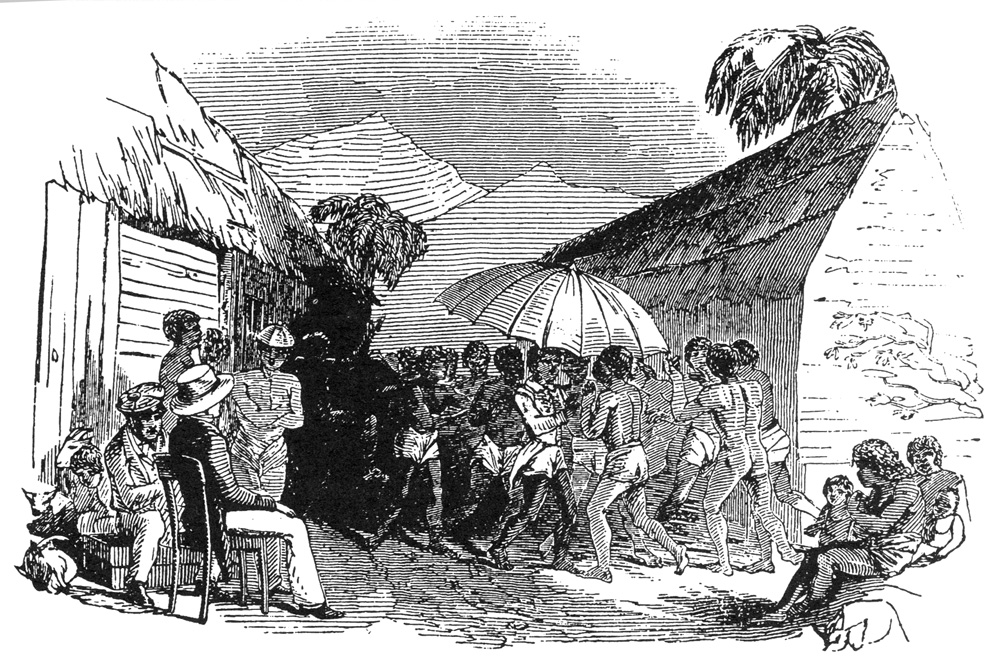

در ۱۸۸۴، آلمان کامرون را تحت‌الحمایهٔ خود اعلام کرد. پس از جنگ جهانی اول، این کشور بین بریتانیا و فرانسه تقسیم شد. کامرون فرانسوی در ۱۹۶۰ استقلال یافت.

### نامگذاری
با ورود پرتغالی‌ها در قرن پانزدهم این ناحیه به نام کاشف آن، ریو دُس کامرون شناخته می‌شد. قبل از اینکه این منطقه زیر سلطهٔ آلمان برود(۱۸۸۴)، این شهر همچنین به نام شهر کامرون شناخته می‌شد. پس از آن کامرون‌ستدت (به انگلیسی: Kamerunstadt) نامیده شد (که به معنی شهر کامرون است) و پایتخت کامرون آلمان شد. این شهر در سال ۱۹۰۷ به دوالا تغییر نام داد و نام کامرون به کل کشور تعمیم یافت و دوالا در سال ۱۹۱۹ قسمتی از کامرون فرانسه شد.

## جغرافیا

### فضای شهری
شهر دوالا به ۷ بخش تقسیم شده‌است:
- آکوا
- باسا
- بُنابری
- بُناپریسو
- بُنانجو
- دیدو
- نیوبل[۴]

### آب و هوا
| داده‌های اقلیم Douala              | داده‌های اقلیم Douala | داده‌های اقلیم Douala | داده‌های اقلیم Douala | داده‌های اقلیم Douala | داده‌های اقلیم Douala | داده‌های اقلیم Douala | داده‌های اقلیم Douala | داده‌های اقلیم Douala | داده‌های اقلیم Douala | داده‌های اقلیم Douala | داده‌های اقلیم Douala | داده‌های اقلیم Douala | داده‌های اقلیم Douala |
| ماه                               | ژانویه               | فوریه                | مارس                 | آوریل                | مه                   | ژوئن                 | ژوئیه                | اوت                  | سپتامبر              | اکتبر                | نوامبر               | دسامبر               | سال                  |
| --------------------------------- | -------------------- | -------------------- | -------------------- | -------------------- | -------------------- | -------------------- | -------------------- | -------------------- | -------------------- | -------------------- | -------------------- | -------------------- | -------------------- |
| سابقهٔ بیش‌ترین °C (°F)             | ۳۳ (۹۱)              | ۳۵ (۹۵)              | ۳۷ (۹۹)              | ۳۷ (۹۹)              | ۳۷ (۹۹)              | ۳۲ (۹۰)              | ۳۵ (۹۵)              | ۳۲ (۹۰)              | ۳۲ (۹۰)              | ۳۷ (۹۹)              | ۳۶ (۹۷)              | ۳۲ (۹۰)              | ۳۷ (۹۹)              |
| میانگین بیش‌ترین °C (°F)           | ۳۲٫۲ (۹۰)            | ۳۲٫۸ (۹۱)            | ۳۲٫۵ (۹۱)            | ۳۲٫۱ (۹۰)            | ۳۱٫۴ (۸۹)            | ۲۹٫۹ (۸۶)            | ۲۸٫۱ (۸۳)            | ۲۷٫۷ (۸۲)            | ۲۹٫۰ (۸۴)            | ۲۹٫۸ (۸۶)            | ۳۰٫۹ (۸۸)            | ۳۱٫۷ (۸۹)            | ۳۰٫۶۷ (۸۷٫۴)         |
| میانگین روزانه °C (°F)            | ۲۷٫۸ (۸۲)            | ۲۸٫۵ (۸۳)            | ۲۸٫۲ (۸۳)            | ۲۷٫۸ (۸۲)            | ۲۷٫۳ (۸۱)            | ۲۶٫۵ (۸۰)            | ۲۵٫۴ (۷۸)            | ۲۵٫۳ (۷۸)            | ۲۵٫۹ (۷۹)            | ۲۶٫۲ (۷۹)            | ۲۷٫۱ (۸۱)            | ۲۷٫۵ (۸۲)            | ۲۶٫۹۶ (۸۰٫۷)         |
| میانگین کم‌ترین °C (°F)            | ۲۳٫۴ (۷۴)            | ۲۴٫۱ (۷۵)            | ۲۳٫۹ (۷۵)            | ۲۳٫۵ (۷۴)            | ۲۳٫۲ (۷۴)            | ۲۳٫۰ (۷۳)            | ۲۲٫۷ (۷۳)            | ۲۲٫۸ (۷۳)            | ۲۲٫۸ (۷۳)            | ۲۲٫۵ (۷۳)            | ۲۳٫۲ (۷۴)            | ۲۳٫۳ (۷۴)            | ۲۳٫۲ (۷۳٫۸)          |
| سابقهٔ کم‌ترین °C (°F)              | ۱۷ (۶۳)              | ۱۸ (۶۴)              | ۱۸ (۶۴)              | ۱۸ (۶۴)              | ۲۰ (۶۸)              | ۱۹ (۶۶)              | ۱۷ (۶۳)              | ۱۸ (۶۴)              | ۱۷ (۶۳)              | ۱۷ (۶۳)              | ۱۸ (۶۴)              | ۲۰ (۶۸)              | ۱۷ (۶۳)              |
| بارندگی میلی‌متر (اینچ)            | ۳۴٫۲ (۱٫۳۵)          | ۵۴٫۵ (۲٫۱۵)          | ۱۵۵٫۲ (۶٫۱۱)         | ۲۴۱٫۲ (۹٫۵)          | ۲۷۶٫۲ (۱۰٫۸۷)        | ۳۵۴٫۱ (۱۳٫۹۴)        | ۶۸۱٫۴ (۲۶٫۸۳)        | ۶۸۷٫۵ (۲۷٫۰۷)        | ۵۶۱٫۲ (۲۲٫۰۹)        | ۴۰۶٫۶ (۱۶٫۰۱)        | ۱۲۳٫۱ (۴٫۸۵)         | ۲۷٫۵ (۱٫۰۸)          | ۳٬۶۰۲٫۷ (۱۴۱٫۸۵)     |
| میانگین روزهای بارندگی (≥ ۰٫۱ mm) | ۵                    | ۹                    | ۱۵                   | ۱۸                   | ۲۱                   | ۲۳                   | ۲۷                   | ۳۰                   | ۲۶                   | ۲۴                   | ۱۲                   | ۵                    | ۲۱۵                  |
| درصد رطوبت                        | ۸۱                   | ۸۱                   | ۸۳                   | ۸۴                   | ۸۵                   | ۸۷                   | ۸۹                   | ۸۹                   | ۸۸                   | ۸۷                   | ۸۵                   | ۸۳                   | ۸۵٫۲                 |
| میانگین روزانه ساعت‌های تابش آفتاب | ۱۹۲٫۲                | ۱۸۰٫۸                | ۱۷۰٫۵                | ۱۷۷٫۰                | ۱۷۶٫۷                | ۱۲۳٫۰                | ۷۱٫۳                 | ۵۲٫۷                 | ۹۰٫۰                 | ۱۳۰٫۲                | ۱۶۲٫۰                | ۱۸۲٫۹                | ۱٬۷۰۹٫۳              |
| [ نیازمند منبع ]                  |                      |                      |                      |                      |                      |                      |                      |                      |                      |                      |                      |                      |                      |

## فرهنگ و زندگی معاصر
در این شهر بهترین رستوران‌ها و کافه‌های کامرون قرار دارند. آبنما، اسکله، خلیج گوینیا و منطقهٔ قایقرانی منگرُو هم از جلوه‌های دیگر این شهر است.
بیشتر مردم این منطقه فرانسوی یا لبنانی هستند که در شرکت نفت کار می‌کنند.

## اماکن دیدنی
- هتل کاخ آکوا
- کازینوی خِئُوپس
- Place du Gouvernement
- La Pagode
- Doual'art

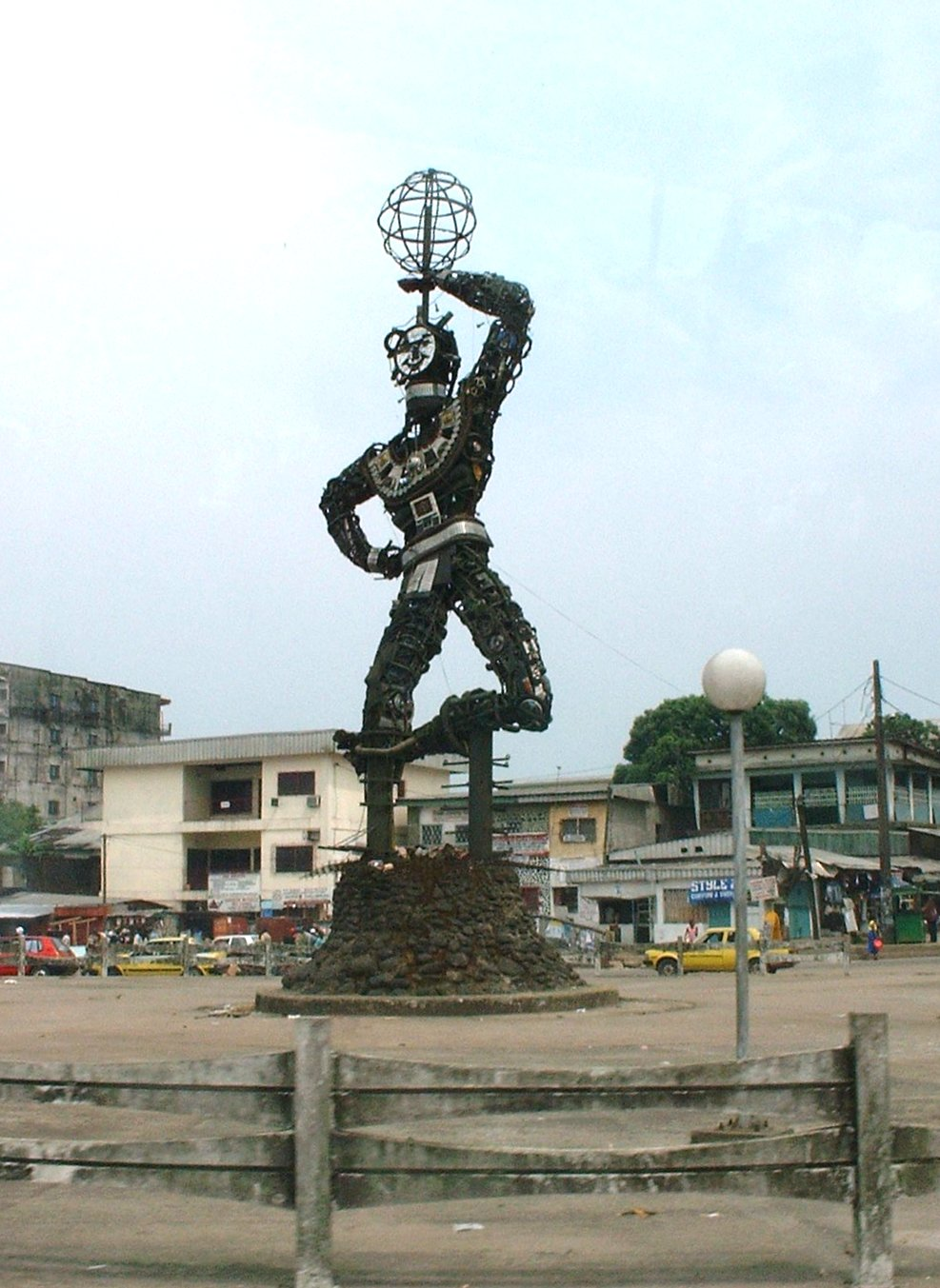

- Joseph-Francis Sumegné, La Nouvelle Liberté, ۱۹۹۶

## حمل ونقل
فرودگاه بین‌المللی دوالا در شرق این شهر قرار دارد که به چندین شهر اروپایی از جمله پاریس، بروکسل و استانبول پرواز مستقیم دارد. مقاصد منطقه‌ای و قاره‌ای این فرودگاه نیز شهرهای آبیجان، برازاویل، داکار، ژوهانسبورگ، کینشاسا، لاگوس، مالابو و نایروبی می‌باشد. این فرودگاه شلوغ‌ترین فرودگاه منطقهٔ CEMAC است.

## شهرهای خواهر
| شهر                   | منطقه         | کشور                |
| --------------------- | ------------- | ------------------- |
| استراسبورگ            | آلزاس         | فرانسه              |
| آق‌حصار                | استان مانیسا  | ترکیه               |
| داکار                 | Dakar Region  | سنگال               |
| نیوآرک                | نیوجرسی       | ایالات متحده آمریکا |
| فیلادلفیا، پنسیلوانیا | پنسیلوانیا    | ایالات متحده آمریکا |
| ویندهوک               | Khomas Region | نامیبیا             |

## همچنین رجوع کنید به
- (انگلیسی) Brooke, James (1987). "Informal Capitalism Grows in Cameroon." نیویورک تایمز. November 30.
- (انگلیسی) Derrick, Jonathan (1977). "Review of Douala: ville et histoire by René Gouellain." Africa: Journal of the International African Institute. ۴۷:۴.
- (فرانسوی) Diwouta-Kotto, Danièle (2010). Suites architecturales: Kinshasa, Douala, Dakar. Épinal: Association VAA.
- (انگلیسی) Elate, Som Simon (2004). "African Urban History in the Future." Globalization and Urbanization in Africa. Steven Salm and Toyin Falola, eds. Trenton: Africa World Press.
- (فرانسوی) Gouellain, René (۱۹۶۹). Douala, ville et histoire. Paris: Institut d'ethnologie Musée de l'homme.
- (انگلیسی) Hance, William (1964). The Geography of Modern Africa. New York: Columbia University Press.
- (انگلیسی) Lambi, C. M. and Hombe, L. F. (2002). "Environmental Hazards and Landuse Planning for Sustainable Development: the Douala Unstable Coastal Region." Instability: Planning and Management. R. G. Macinnes and Jenny Jakeways, eds. London: Thomas Telford.
- (فرانسوی) Lauber, Wolfgang (1988). Architectures allemandes au Cameroun 19884-1914. Stuttgart: Karl Kramer Verlag.
- (انگلیسی) Levine, Victor (1971). The Cameroon Federal Republic. Ithaca, NY: Cornell University Press.
- (فرانسوی) Mainet, Guy (1985). Douala, croissance et servitudes. Paris: L'Harmattan.
- (انگلیسی) Njoh, Ambe (2003). Planning in Contemporary Africa. Aldershot: Ashgate.
- (انگلیسی) Simone, A. M. (2004). For the City Yet to Come: Changing African Life in Four Cities. Durham: Duke University Press.
- (فرانسوی) Soulillou, Jacques (1989), Douala, un siècle en images. Paris: L'Harmattan.